# Yoshiaki Satō
Yoshiaki Satō (jap. 佐藤 慶明 Satō Yoshiaki; ur. 19 czerwca 1969) – japoński piłkarz, reprezentant kraju.

## Kariera klubowa
Od 1992 do 1996 roku występował w klubach: Gamba Osaka, Urawa Reds i Kyoto Purple Sanga.

## Kariera reprezentacyjna
W reprezentacji Japonii zadebiutował w 1994.

## Statystyki
| Reprezentacja Japonii | Reprezentacja Japonii | Reprezentacja Japonii |
| Rok                   | Mecze                 | Gole                  |
| --------------------- | --------------------- | --------------------- |
| 1994                  | 1                     | 0                     |
| Razem                 | 1                     | 0                     |